# Robert Maistriau
Robert Maistriau, né à Ixelles, le 13 mars 1921 et mort à Woluwé-Saint-Lambert, le 26 septembre 2008 est un héros de la résistance belge durant la Seconde Guerre mondiale. Il participa à l'attaque du XXe convoi en 1943 et faisait partie de l'État-major du Groupe G. En 1994, il a été reconnu Juste parmi les nations par le Mémorial de Yad Vashem,,,.

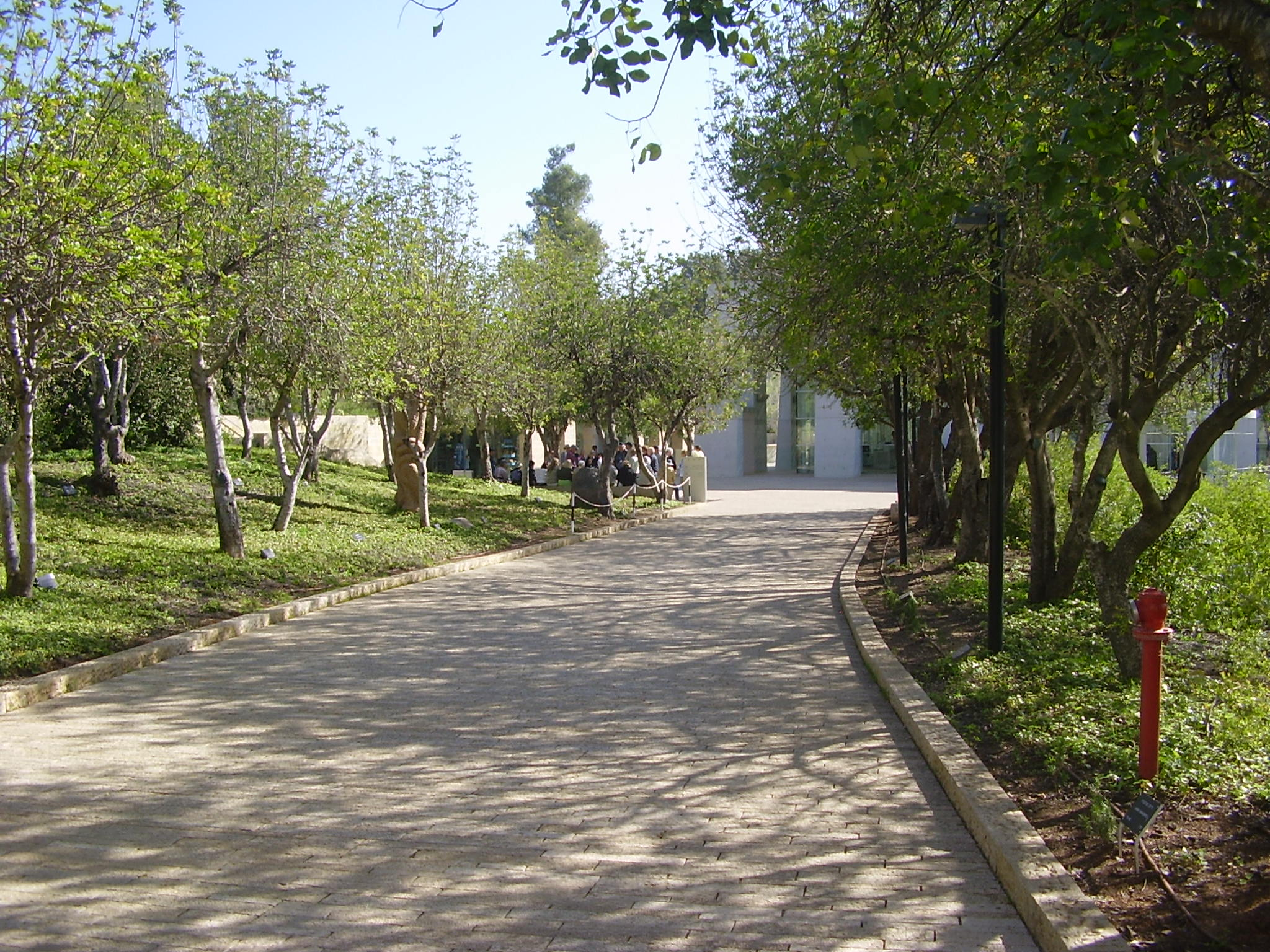
L'avenue des justes parmi les Nations - Yad Vashem - Israël

## Biographie
Robert Maistriau naît le 13 mars 1921, à Ixelles. Son père, Charles Eugène Maistriau, médecin militaire à Gand et élève de Léo Errera, qui termina la Première Guerre mondiale avec le grade de général, l'élève dans la défiance à l'égard du peuple allemand. Il dit à son fils : « Tu dois apprendre l'allemand parce que c'est la langue de nos ennemis. ».[réf. nécessaire]
En 1939, il s'inscrit à la faculté de médecine l'Université libre de Bruxelles.

### Action dans la résistance

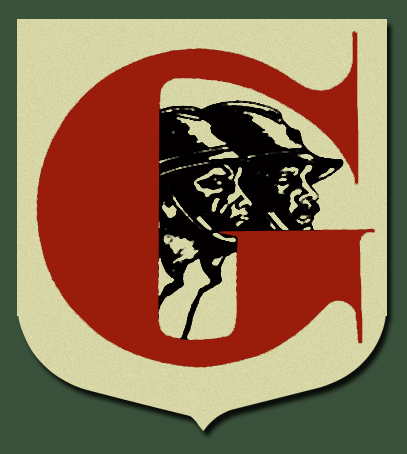
Écusson du Groupe G.

En 1942, il rejoint l'État-major du Groupe G, il assure la direction nationale du recrutement et prend part à l'organisation de la structure.
Le 19 avril 1943, il est l'un des trois résistants qui conduisent l'attaque du 20e convoi de la déportation des Juifs de Belgique. Quelque temps auparavant, son ami d'enfance, Youra Livchitz, l'avait recruté ainsi que Jean Franklemon pour prendre part à cette action. Le lendemain, il faillit être arrêté mais, prévenu par une voisine, il se cache dans le maquis.
Robert Maistriau participe également à la Grande coupure du 15 janvier 1944 qui plonge la Belgique dans un black out quasi complet et porte un coup décisif aux industries allemandes du bassin de la Rhur.[réf. nécessaire]
Il est arrêté le lendemain mais, laissé sans surveillance dans un hôtel, il s'échappe et s'enfuit à pied et en train à Chiny.
Il reprend ensuite son action au sein du Groupe G pour lequel il coordonne particulièrement les membres des Ardennes.
Le 21 mars 1944, il est à nouveau arrêté et conduit à Breendonk. Il est ensuite transféré à Buchenwald où il est détenu treize mois. Début avril, il transite par Ellrich et Harzungen, des camps annexes de Dora et est finalement transféré à Bergen-Belsen d'où il est libéré le 15 avril 1945 par les troupes anglaises et rapatrié en camion vers Turnhout,.

### Après-guerre
En septembre 1945, il est engagé à la sureté de l'État. L'une de ses premières tâches est la liquidation administrative du Groupe G. En 1946, il est reçu à Paris par le Général de Gaulle.
En 1949, il s'établit au Congo belge à 200 kilomètres de Kikwit, à Feshi, où il séjourne quarante ans. Il tient une exploitation de bétail, puis plante 200 hectares de forêt dans une zone aride. Son projet œuvre au développement écologique, social et économique de la région. Créée en mars 2011, la Fondation Robert Maistriau (asbl de droit congolais) poursuit son œuvre. Elle emploie 27 personnes et fait vivre des dizaines de familles.

## Hommages
- 1994 : Robert Maistriau est reconnu Juste parmi les nations par l'Institut Yad Vashem[10],[11],[12].
- 2005 : docteur honoris causa de l'Université libre de Bruxelles
- 2008 : citoyen d'honneur de la commune de Woluwé-Saint-Lambert.
- Le 10 décembre 2008, l'école "Parc Malou - Robert Maistriau" est inaugurée à Woluwé-Saint-Lambert[13].
- En 2011, l'école de Bois-Fleuri à Feshi (RDC) porte également son nom ainsi que sa fondation[14].